# جويل جونستون
جويل جونستون (بالإنجليزية: Joel Johnston) هو لاعب كرة قاعدة أمريكي، ولد في 8 مارس 1967 في وست تشستر ‏ في الولايات المتحدة.

## وصلات خارجية
- جويل جونستون على موقعبيزبول رفرنس.كوم (الدوري الرئيسي) (الإنجليزية)
- جويل جونستون على موقعبيزبول رفرنس.كوم (الدوري الثانوي) (الإنجليزية)